# Lijst van beelden in Hoorn
Dit is een chronologische lijst van beelden in Hoorn.
Onder een beeld wordt hier verstaan elk driedimensionaal kunstwerk in de openbare ruimte van de Nederlandse gemeente Hoorn, waarbij beeld wordt gebruikt als verzamelbegrip voor sculpturen, standbeelden, installaties, gedenktekens en overige beeldhouwwerken.
Aan de Westerdijk bevindt zich een kunstroute met een aantal sculpturen die daar voor een periode van drie jaar staan. Een aantal sculpturen in die route staan er wel permanent.
Zie voor een overzicht van gevelstenen de Lijst van gevelstenen in Hoorn. Voor een volledig overzicht van de beschikbare afbeeldingen zie de categorie Beelden in Hoorn op Wikimedia Commons.
| Geplaatst              | Omschrijving                                                                               | Kunstenaar                                        | Straat                                                | Plaats                         | Materiaal                                                      | Afbeelding        |
| ---------------------- | ------------------------------------------------------------------------------------------ | ------------------------------------------------- | ----------------------------------------------------- | ------------------------------ | -------------------------------------------------------------- | ----------------- |
| vermoedelijk 1532      | Gevelsteen in de vorm van het Wapen van Hoorn                                              | onbekend                                          | Hoofd 2                                               | Hoorn                          | onbekend                                                       |                   |
| 1536                   | Gevelsteen in de vorm van Johannes de Doper                                                | onbekend                                          | Kerkplein                                             | Hoorn                          | onbekend                                                       |                   |
| 1610                   | Twee vrouwen                                                                               | onbekend                                          | Kerkplein, Oude Vrouwenhuis                           | Hoorn                          | natuursteen                                                    |                   |
| 1615                   | St. Sebastiaan                                                                             | onbekend                                          | Achterstraat, Doelengebouw                            | Hoorn                          | natuursteen                                                    |                   |
| 1615                   | St. Joris                                                                                  | onbekend                                          | Achterstraat, Doelengebouw                            | Hoorn                          | natuursteen                                                    |                   |
| 1615                   | St. Sebastiaan                                                                             | onbekend                                          | Achterstraat 2, Doelengebouw                          | Hoorn                          | natuursteen                                                    |                   |
| 1617                   | St. Pieter                                                                                 | onbekend                                          | Spoorstraat                                           | Hoorn                          | natuursteen                                                    |                   |
| 1620                   | Twee wezen                                                                                 | onbekend                                          | Korte Achterstraat 6, 't Wees Huys                    | Hoorn                          | natuursteen                                                    |                   |
| 1692                   | onbekend                                                                                   | onbekend                                          | Dal 9, aan gevel van het Oud Mannen en Vrouwen huis   | Hoorn                          | onbekend                                                       |                   |
| 1724                   | Mars Minerva en Fides Amor                                                                 | onbekend                                          | Grote Oost 43                                         | Hoorn                          | onbekend                                                       |                   |
| 1882                   | Christus                                                                                   | Leonard de Fernelmont                             | Grote Noord                                           | Hoorn                          |                                                                |                   |
| 1887                   | Beeld van Jan Pieterszoon Coen                                                             | Ferdinand Leenhoff                                | Roode Steen                                           | Hoorn                          | brons                                                          |                   |
| 1897                   | Baron van Dedem                                                                            | fam. Ruymgaard & Reek                             | Noorderstraat                                         | Hoorn                          | natuursteen                                                    |                   |
| 1922                   | Heilig Hartbeeld                                                                           | Johannes Petrus Maas                              | Achter Westerblokker 44                               | Blokker                        | Natuursteen                                                    |                   |
| 1935                   | Johannes Messchaert                                                                        | Jozef Cantré                                      | Noorderstraat                                         | Hoorn                          | steen                                                          |                   |
| 1947                   | Monument bij de Grote Kerk                                                                 | Pieter Starreveld                                 | Kerkplein (Grote Kerk)                                | Hoorn                          | natuursteen                                                    |                   |
| 1950                   | Elias Koster                                                                               | Bertha thoe Schwartzenberg                        | Noorderstraat/Veemarkt                                | Hoorn                          | brons                                                          |                   |
| 1957                   | onbekend                                                                                   | Sonja Meijer                                      | Wilhelminalaan                                        | Hoorn                          | steen                                                          |                   |
| 1959                   | Giraffe                                                                                    | Theresia van der Pant                             | Tweeboomlaan 102A                                     | Hoorn                          | brons                                                          |                   |
| 1959                   | Gevelplastiek                                                                              | Theo van der Nahmer                               | Liornestraat, aan gevel LTS                           | Hoorn                          |                                                                |                   |
| 1960                   | Adema 21 v.d. Woudhoeve                                                                    | Jant Smit                                         | Roode Steen, in voortuin van Westfries Museum         | Hoorn                          | brons                                                          |                   |
| 1966                   | Voorstelling in beton                                                                      | Jan van Druten                                    | Hogerbeetsstraat                                      | Hoorn                          | beton                                                          |                   |
| 1967                   | Scheepsjongens van Bontekoe                                                                | Jan van Druten                                    | 't Hoofd                                              | Hoorn                          | brons                                                          |                   |
| 1979                   | Gedenksteen                                                                                | Peter de Rijcke en Frits Vogelpoel                | Italiaanse Zeedijk                                    | Hoorn                          |                                                                |                   |
| 1981                   | Theodorus Velius                                                                           | Theo van der Nahmer                               | Nieuwland                                             | Hoorn                          | brons                                                          |                   |
| 1981                   | Sculptuur                                                                                  | Pieter Blaauboer                                  | Nieuwe Steen (ter hoogte van het stadhuis)            | Hoorn                          | beton                                                          |                   |
| 1981                   | Gemetseld Object (Kasteel)                                                                 | T. Gerlach en M. Dekker                           | De Opgang 3                                           | Risdam-Noord                   | Baksteen                                                       |                   |
| 1983                   | Keramiek aan de Gevel                                                                      | Anton van Kesteren                                | Eikstraat                                             | Hoorn                          | Keramiek                                                       |                   |
| 1984                   | De Hardlopers                                                                              | Willem Bakkum Jaap Velserbroek                    | Moerbalk voor sporthal De Kers                        | Hoorn                          | Geschilderd staal                                              |                   |
| 1990                   | Afscheid                                                                                   | Truus Menger-Oversteegen                          | Westerdijk/Hoge Vest                                  | Hoorn                          | brons                                                          |                   |
| 1990                   | Woede                                                                                      | Truus Menger-Oversteegen                          | Westerdijk/Nieuwsteeg                                 | Hoorn                          | brons                                                          |                   |
| 1990                   | Wanhoop                                                                                    | Truus Menger-Oversteegen                          | Geldersesteeg                                         | Hoorn                          | brons                                                          |                   |
| 1990                   | Steun                                                                                      | Truus Menger-Oversteegen                          | Grote Noord                                           | Hoorn                          | brons                                                          |                   |
| 1990                   | Houten brug                                                                                | Thorvaldur Thorsteinson                           | Middenberm Provinciale weg nabij Liornestraat         | Hoorn                          | hout                                                           |                   |
| 1990                   | Water,Lucht,Huis                                                                           | Jan Jacobs Mulder                                 | G.J.Henninkstraat                                     | Hoorn                          | geschilderd staal                                              |                   |
| 1991                   | Baken                                                                                      | Frans Hage                                        | Grote Beer                                            | Hoorn                          |                                                                |                   |
| 1991                   | Pilaarvorming                                                                              | Frans van Klingeren, Frans van Leeuwen            | Siriusstraat                                          | Hoorn                          | staal                                                          |                   |
| 1991                   | Gedicht De Hemel                                                                           | Jan Merx                                          | Binnenluiendijk - in de Rommelhaven                   | Hoorn                          | Beton                                                          |                   |
| 1992                   | zonder titel                                                                               | Peter Koelemeijer                                 | Westerhaven                                           | Hoorn                          |                                                                |                   |
| 9 oktober 1992         | Gebroken Fronten                                                                           | Paul de Nooijer                                   | Steenbokstraat                                        | Hoorn                          | Kunststof                                                      |                   |
| 1993                   | Portes Fermees                                                                             | J. Christiaan Heyderdijk                          | Oostereiland                                          | Hoorn                          | Cortenstaal                                                    |                   |
| 1993                   | Open piramide                                                                              | Hans Mantje                                       | Westfriese Hof                                        | Hoorn                          |                                                                |                   |
| 1994                   | Madeliefjes                                                                                | Louwrien Wijers                                   | Parkeerplaats voor Roerdomp 2                         | Hoorn                          | Geschilderd staal                                              |                   |
| 1994                   | Roestvrijstalen objecten                                                                   | Henk Duijn                                        | Noorderstraat 3                                       | Hoorn                          | Roestvast staal                                                |                   |
| 1994                   | Sculptuur                                                                                  | Jan van de Woud                                   | Gevel beschermd wonen Nachtegaal                      | Hoorn                          | Polyurethaan op geschilderd staal                              |                   |
| 1994                   | Gevelsteen                                                                                 | Carolus Diederich                                 | Boven poortje in Wisselstraat naar Kloosterpoort      | Hoorn                          | Natuursteen                                                    |                   |
| 1995                   | Dressing                                                                                   | Jits Bakker                                       | Aagje Dekenplein                                      | Hoorn                          | brons                                                          |                   |
| 1995 In 1999 geplaatst | Abstract object                                                                            | Bart van de Weijer                                | Wilhelminaplantsoen                                   | Hoorn                          | natuursteen                                                    |                   |
| 1995                   | De Kus                                                                                     | Frans van Klingeren en Baldi Dekker               | Nieuwendoorngracht - Rondeelstraat                    | Hoorn                          | Geschilderd Staal                                              |                   |
| 1995                   | Cape                                                                                       | Marion Jebbink                                    | Visserseiland                                         | Hoorn                          | Geschilderd staal                                              |                   |
| 1995                   | Herdenkingsmonument omgekomen oorlogsvliegers                                              | Truus Menger-Oversteegen                          | Westerdijk t.o. Gelderse steeg                        | Hoorn                          | brons                                                          |                   |
| 1995                   | De Kegel                                                                                   | Valentijn van der Heide                           | Stan Kentonhof                                        | Hoorn                          | Beuken, brons en staal                                         |                   |
| 1996                   | Plaquette Dieuw van Vliet en Aaf Dell                                                      | Thea van Lier                                     | Grote Oost                                            | Hoorn                          | brons                                                          |                   |
| 1997                   | Naar Blokkertje toe                                                                        | Karin Beek                                        | Breed / Gedempte Turfhaven                            | Hoorn                          | brons                                                          |                   |
| 1997                   | Herdenkingsplaquette ter herinnering aan zusterband tussen Hoorn en Příbram.               | Dagmar Cápová                                     | Roode Steen, in voortuin van Westfries Museum         | Hoorn                          | brons                                                          |                   |
| 1997                   | Bakkerssymbolen                                                                            | Jan Francken                                      | Ramen 34                                              | Hoorn                          | natuursteen                                                    | meer afbeeldingen |
| 1998                   | Songlines De Wolk                                                                          | Opus                                              | In park tussen straten Nachtegaal en Grutto           | Hoorn                          | Geschilderd Staal                                              |                   |
| 1998                   | Songlines Gouden Naald                                                                     | Werkmaatschappij                                  | Rijnweg / Muntpark                                    | Hoorn                          | Geschilderd Staal                                              |                   |
| 1998                   | Songlines LOVE                                                                             | Joost van Toorn                                   | Cole Porterhof - Robert Stolzhof                      | Hoorn                          | Geschilderd Staal                                              |                   |
| 1998                   | Songlines U Staat Hier                                                                     | Hans van de Ban                                   | Hunzeweg - Dorpel                                     | Hoorn                          | Geschilderd Staal en Neonverlichting                           |                   |
| 1998                   | Songlines Windwijzer                                                                       | Jos Kruit                                         | Nok                                                   | Hoorn                          | Geschilderd Staal                                              |                   |
| 1999                   | Liggende Man                                                                               | Florian Göttke/Sabine Käppler                     | Nok Mariakapel aan de Korte Achterstraat 2B           | Hoorn                          | polyester                                                      |                   |
| 1999                   | Lichtinstallatie                                                                           | Tamar Frank                                       | Dinkelweg                                             | Hoorn                          | Geschilderd beton en neonverlichting                           |                   |
| 1999                   | Opengewerkte Kegel                                                                         | Jan Samsom                                        | Willemsweg                                            | Hoorn                          | Geschilderd staal                                              |                   |
| 2000                   | Antonius van Egypte                                                                        | Rob Scheen (beeldhouwer) en Max Polman (schilder) | Oosterkerksteeg                                       | Hoorn                          | Kalksteen                                                      |                   |
| 2001                   | Beeld                                                                                      | Marijke Oosterman                                 | Geldelozeweg                                          | Hoorn                          | natuursteen                                                    |                   |
| 2001                   | H-Balken                                                                                   | André Volten                                      | Nieuwe wal                                            | Hoorn                          |                                                                |                   |
| 2001                   | His Master's Voice                                                                         | Herman Lamers                                     | Grote Beer                                            | Hoorn                          | brons                                                          |                   |
| 2001                   | Songlines De Vlam                                                                          | Yumiko Yolenda                                    | Boedijnhof                                            | Hoorn                          | Geschilderd Staal                                              |                   |
| 2001                   | Songlines 't Kraaiennest                                                                   | Vinh Phuong                                       | Moerbalk / Willem Wiesepark                           | Hoorn                          | Geschilderd Staal                                              |                   |
| 2001                   | Songlines De Boot                                                                          | Nur Tarim                                         | Maasweg                                               | Hoorn                          | Geschilderd Staal                                              |                   |
| 2001                   | Water, Aarde, Lucht                                                                        | Piet Jan Blauw                                    | Betje Wolffplein                                      | Hoorn                          | Neonverlichting en aluminium                                   |                   |
| 2002                   | Object                                                                                     | Cyril Lixenberg                                   | De Weel                                               | Hoorn                          | Cortenstaal                                                    |                   |
| 2002                   | Schildpad                                                                                  | onbekend                                          | Dwaalpark                                             | Hoorn                          | aluminium                                                      |                   |
| 2002                   | Bewerkte Bomen                                                                             | Mari Schields                                     | rotonde Venneweg/Middelweg                            | Hoorn                          | hout, staal                                                    |                   |
| 2002                   | Gemeentewapen (onderdeel van serie van plastieken)                                         | Jan Linders                                       | Parkeergarage 't Jeudje                               | Hoorn                          | beton                                                          |                   |
| 2002 of 2006           | De doorbroken cirkel                                                                       | Hanneke Pereboom                                  | Maelsonstraat                                         | Hoorn                          | Brons en gepoedercoat staal                                    |                   |
| 2003                   | De Waterdrager                                                                             | Jan Ros                                           | Noorderveemarkt                                       | Hoorn                          |                                                                |                   |
| 2003                   | Labyrinth                                                                                  | Frans Hage                                        | Wijkpark Risdammer Hout                               | Risdam-Noord                   | Geschilderd beton                                              |                   |
| 2003                   | Roerdomp                                                                                   | Theresia van der Pant                             | Koepoortsweg 73                                       | Hoorn                          | Brons                                                          |                   |
| 2004                   | Theaterclown                                                                               | Frank Rosen                                       | Westerdijk                                            | Hoorn                          | brons                                                          |                   |
| 2004                   | Waaier                                                                                     | Rudi van de Wint                                  | Westerdijk                                            | Hoorn                          | Roestvast staal                                                |                   |
| 2004                   | Sending the spirit of compassion De os en het schaap                                       | Wim Phaff in opdracht van Famke van Wijk          | Maelsonstraat (Westfries Gasthuis)                    | Hoorn                          | brons                                                          |                   |
| 2004                   | Het Huis                                                                                   | Han Schuil                                        | Maelsonstraat t.h.v. nr. 3-5                          | Hoorn                          | Cortenstaal                                                    |                   |
| 2005                   | De Kus                                                                                     | Servaas                                           | Leonard Bernsteinhof                                  | Hoorn                          | Geschilderd Staal                                              |                   |
| 2005                   | 2.78 + N.H.P (Normaal Hoorns Peil)                                                         | Marcel Blekendaal                                 | Gording 124, schoolplein Praktijkschool Westfriesland | Hoorn                          | Staal, beton en straattegels                                   |                   |
| 2005                   | Leeuwensprong                                                                              | Jan Jacobs Mulder                                 | Oostergouw                                            | Hoorn                          | RVS                                                            |                   |
| 2006                   | Kromme Leekbrug of Verkavelingsbrug                                                        | Martin Borchert                                   | t.h.v. Waarschap 10                                   | Zwaag                          | Geschilderd staal                                              |                   |
| 2006                   | Kleedjesbrug                                                                               | Tine van de Weyer                                 | Heemraad 19                                           | Zwaag                          | Geschilderd staal                                              |                   |
| 2006                   | Zeewierbrug                                                                                | Carel Lanters                                     | Vredemaker 17                                         | Zwaag                          | Geschilderd staal                                              |                   |
| 2006                   | Higher                                                                                     | Hartmut Wilkening                                 | Dampten 26                                            | Hoorn                          | brons geschilderd                                              |                   |
| 2007                   | De Zon tafel                                                                               | Frans Hage                                        | Steenbokstraat                                        | Hoorn                          | beton                                                          |                   |
| 2007                   | Monument voor overleden pasgeborenen                                                       | Peter van Dortmondt                               | Berkhouterweg                                         | Hoorn                          | Natuursteen, grind en water                                    |                   |
| 2008                   | De Hand                                                                                    | onbekend                                          | Maelsonstraat (Horizon College)                       | Hoorn                          | RVS                                                            |                   |
| 2009                   | Moeder en kind                                                                             | Nic Jonk                                          | Vijzelmolen                                           | Hoorn                          | brons                                                          |                   |
| 2009                   | Dichtregelsbrug                                                                            | Willem van Toorn, Justus Slaakweg en Hans Mantje  | Heemraad 1                                            | Zwaag                          | Geschilderd Staal                                              |                   |
| 2009                   | Dichtregelsbrug                                                                            | Willem van Toorn, Justus Slaakweg en Hans Mantje  | Vredemaker 1                                          | Zwaag                          | Geschilderd Staal                                              |                   |
| 2009                   | Dichtregelsbrug                                                                            | Willem van Toorn, Justus Slaakweg en Hans Mantje  | Waarschap 78                                          | Zwaag                          | Geschilderd Staal                                              |                   |
| 2009                   | Dichtregelsbrug                                                                            | Willem van Toorn, Justus Slaakweg en Hans Mantje  | Vredemaker                                            | Zwaag                          | Geschilderd Staal                                              |                   |
| 2009                   | Dichtregelsbrug                                                                            | Willem van Toorn, Justus Slaakweg en Hans Mantje  | Marowijne                                             | Zwaag                          | Geschilderd Staal                                              |                   |
| 2009                   | Dichtregelsbrug                                                                            | Willem van Toorn                                  | Tussen de Dorpsstraat en Schouwmeester                | Zwaag                          | Geschilderd Staal                                              |                   |
| 2009                   | De Eenhoorn                                                                                | Lenie van den Bulk                                | Nieuwe Steen 1                                        | Hoorn                          | Polyester                                                      |                   |
| 2009                   | Land en water                                                                              | Frans de Wit                                      | Visserseiland                                         | Hoorn                          | Cortenstaal                                                    |                   |
| 2009                   | Hallo                                                                                      | Herman Lamers                                     | Nieuwe Steen                                          | Hoorn                          | Polyester en aluminium                                         |                   |
| 2010                   | Borstbeeld Willem IJsbrand Bontekoe                                                        | Henk Visser                                       | 't Houten Hoofd                                       | Hoorn                          | Brons met hout                                                 |                   |
| 2010                   | Snuffelende 'Knuffel' Hond                                                                 | Liesbeth Pallesen                                 | Wijkcentrum de Korenbloem                             | Risdam-Noord                   | Brons                                                          |                   |
| 2010                   | Hoornse Brug                                                                               | Nico den Dulk                                     | Tussen de Wierdijk en de Paaldijk                     | Zwaag                          | Geschilderd staal                                              |                   |
| 2010                   | Asymmetrische brug                                                                         | Stefan Strauss                                    | Tussen de Wierdijk en de Paaldijk                     | Zwaag                          | Geschilderd staal                                              |                   |
| 2010                   | Reveille                                                                                   | Jerome Symons                                     | Tussen de Wierdijk en de Inlaagdijk                   | Zwaag                          | Geschilderd staal                                              |                   |
| 2010                   | Aqueducto                                                                                  | Anneke Schollaardt                                | Wierdijk 87 - Inlaagdijk 45                           | Zwaag                          | Geschilderd staal                                              |                   |
| 2010                   | Schild II                                                                                  | Mai Movrin                                        | Blokweer                                              | Blokker                        | Hout                                                           |                   |
| 2010                   | Knielende zuster: graftombe voor zusters van voormalig klooster Bethlehem (1475-1573)      | Henny Bulsing                                     | Westerblokker 105                                     | Blokker                        | Graniet en natuursteen                                         |                   |
| 2011                   | Overbruggen                                                                                | Maree Blok en Bas Lugthart                        | Veendijk                                              | Hoorn                          | Geschilderd staal                                              |                   |
| 2012                   | De Visser, als symbool voor de schenking van twee panden aan Vereniging Hendrick de Keyser | Onbekend                                          | Binnenluiendijk 4                                     | Hoorn                          |                                                                |                   |
| 2012                   | De Uitkijkjurk                                                                             | Caroline Ruizeveld                                | Visserseiland                                         | Hoorn                          | Belgisch harsteen                                              |                   |
| 2012                   | Venster                                                                                    | Rob Schreefel                                     | Visserseiland                                         | Hoorn                          | Hardsteen                                                      |                   |
| 2013                   | Bagage voor het leven                                                                      | Frank Halmans                                     | Oostereiland                                          | Hoorn                          |                                                                | Meer afbeeldingen |
| 2013                   | Innerspace                                                                                 | Robbert van der Horst                             | Visserseiland                                         | Hoorn                          |                                                                |                   |
| 13 maart 2014          | Contouren van de Oude Oosterpoort                                                          | Henk de Rover                                     | Grote Oost, in plaveisel naast de Kleine Oostbrug     | Hoorn                          | Cortenstaal                                                    |                   |
| 27 mei 2014            | Haas en Schildpadden                                                                       | Nicolas Dings                                     | Vriendenplein aan de Van Dedemstraat                  | Hoorn                          |                                                                |                   |
| 13 juni 2014           | One in love sees a flower differently than a camel does                                    | Kathrin Schlegel                                  | Het Blokkerse Veld                                    | Westerblokker                  | 2 bankjes en lantaarnpalen                                     |                   |
| 22 juni 2014           | Vlinderrots                                                                                | onbekend                                          | Noorderplantsoen                                      | Hoorn                          | Rots                                                           |                   |
| 2014                   | Snoepman in boot                                                                           | Merijn Bolink                                     | Poortwachter                                          | Hoorn                          | hout , aluminium, kunststof en piepschuim met speciale coating |                   |
| 23 maart 2015          | Prince13                                                                                   | Moritz Ebinger                                    | Tweeboomlaan                                          | Hoorn                          | Aluminium                                                      |                   |
| 6 augustus 2015        | De Draak                                                                                   | Jeroen Doorenweerd                                | De Strip                                              | Zwaag, Bangert en Oosterpolder |                                                                |                   |
| 9 september 2015       | Rad van Bangert                                                                            | Kees Bierman                                      | De Strip                                              | Zwaag, Bangert en Oosterpolder | Gegalvaniseerd staal                                           |                   |
| 11 november 2015       | d’Ampte Monument voor de Vrijheid                                                          | Leerlingen Taborcollege                           | Dampten                                               | Hoorn                          |                                                                |                   |
| 14 november 2015       | Hinde                                                                                      | Guido Geelen                                      | Meetketting                                           | Zwaag                          | Brons                                                          |                   |
| 27 november 2015       | Monument Joodse Begraafplaats                                                              | Lex Pott                                          | Hoek De Weel en Keern                                 | Hoorn                          | Graniet                                                        | Meer afbeeldingen |
| 2015                   | Knipkunst                                                                                  | Gerard Polhuis                                    | Bangert-Paulus Utenwaelpad                            | Zwaag                          |                                                                |                   |
| 2015                   | Eendenkooien                                                                               | Peer Veneman                                      | Jan Doustraat                                         | Zwaag                          |                                                                |                   |
| 2015                   | Vis                                                                                        | Bastiaan de Groot                                 | Westerdijk                                            | Hoorn                          | Graniet                                                        |                   |
| 2015                   | Omhelzing                                                                                  | Bastiaan de Groot                                 | Westerdijk                                            | Hoorn                          | Graniet                                                        |                   |
| 2015 (gemaakt 2012)    | Time Zero                                                                                  | Bastiaan de Groot                                 | Westerdijk                                            | Hoorn                          | Indian black en ijzer                                          |                   |
| 2015                   | Piëta                                                                                      | Linda Verkaaik                                    | Westerdijk                                            | Hoorn                          | Indian black en ijzer                                          |                   |
| 2017                   | Ondeelbaar verlangen                                                                       | Pieter Obels                                      | Maelsonstraat                                         | Hoorn                          |                                                                |                   |
| 2018                   | Vreemde vogel                                                                              | Erik Buijs                                        | Hof van Holland                                       | Hoorn                          |                                                                |                   |
| 2018                   | Kaap Hoorn                                                                                 | Onbekend                                          | Hoofd                                                 | Hoorn                          | Natuursteen                                                    |                   |
| 1 juli 2020            | Fontein                                                                                    | MTD Landschapsarchitecten                         | Kerkplein                                             | Hoorn                          |                                                                |                   |
| 28 september 2020      | Odile Moereels                                                                             | Christiaan Heydenrijk                             | Maelsonstraat 3 (in een binnenplaats)                 | Hoorn                          | Glas                                                           |                   |
| 10 september 2021      | AFAKA SIKIIFI                                                                              | Marcel Pinas                                      | Westersingel-Westerdijk                               | Hoorn                          | Cortenstaal                                                    |                   |
| 15 april 2022          | Bouwwerk V                                                                                 | Raymond Hirs                                      | Poolster-Westerdijk                                   | Hoorn                          |                                                                |                   |
| 12 mei 2023            | Equisetum arvense                                                                          | Hans van Lunteren                                 |                                                       | Hoorn                          |                                                                |                   |
| onbekend               | Rups                                                                                       | onbekend                                          | Park tussen Yellowlaan en Bramleylaan                 | Westerblokker                  | Polyester                                                      |                   |
| onbekend               | Sculptuur van een Eenhoorn                                                                 | onbekend                                          | Liornestraat                                          | Hoorn                          | brons                                                          |                   |
| onbekend               | sculptuur van zittend figuur                                                               | Kees Buckens                                      | Koepoorstweg - Lindendeal                             | Hoorn                          | steen                                                          |                   |
| onbekend               | Gedeelde Kubus                                                                             | Marry Teeuwen-de Jong                             | Boedijnhof                                            | Hoorn                          | Geschilderd staal                                              |                   |
| onbekend               | zonder titel                                                                               | Wilma Mantje                                      | Hanebalk, aan muur van OBS De Klipper                 | Hoorn                          | keramiek                                                       |                   |
| onbekend               | onbekend                                                                                   | onbekend                                          | Dal 8, aan muur van voormalig bankgebouw              | Hoorn                          | onbekend                                                       |                   |
| onbekend               | Boekvorm                                                                                   | onbekend                                          | Nieuwstraat, voor poortje naar Wisselstraat           | Hoorn                          | natuursteen                                                    |                   |
| onbekend               | Dijtla                                                                                     | Herbert Nouwens                                   | Visserseiland                                         | Hoorn                          | Cortenstaal                                                    |                   |
| onbekend               | Hoop                                                                                       | Frans Hage en C.Putemmer                          | Visserseiland                                         | Hoorn                          | Cortenstaal                                                    |                   |
| onbekend               | Verlangen                                                                                  | Frans Hage                                        | Visserseiland                                         | Hoorn                          | Cortenstaal en aluminium                                       |                   |
| onbekend               | onbekend                                                                                   | onbekend                                          | Abbingstraat                                          | Hoorn                          | Baksteen en brons                                              |                   |
| onbekend               | Objecten                                                                                   | Frans Hage                                        | Gording 123                                           | Hoorn                          | Geschilderd beton                                              |                   |
| onbekend               | onbekend                                                                                   | onbekend                                          | Hoekstrahof-Diezeweg                                  | Hoorn                          | onbekend                                                       |                   |
| onbekend               | Mozaïekbankjes                                                                             | Gerry Voortman                                    | Betje Wolfplein en Aagje Dekenplein                   | Hoorn                          | Beton en tegels                                                |                   |
| onbekend               | Songlines Stripballon                                                                      | Jan van der Woud                                  | John Raedeckerhof                                     | Hoorn                          | Geschilderd Staal                                              |                   |
| onbekend               | Dichtregelsbrug                                                                            | Willem van Toorn, Justus Slaakweg en Hans Mantje  | Heemraad                                              | Zwaag                          | Geschilderd Staal                                              |                   |
| onbekend               | Kikkerbrug                                                                                 | Ton van Summeren                                  | Inlaagdijk - Veendijk                                 | Zwaag                          | Geschilderd Staal                                              |                   |
| onbekend               | onbekend                                                                                   | onbekend                                          | Dorpsstraat-Wierdijk                                  | Zwaag                          | Geschilderd Staal                                              |                   |
| onbekend               | onbekend                                                                                   | onbekend                                          | Dorpsstraat 152                                       | Zwaag                          | Betonplastiek                                                  |                   |
| onbekend               | onbekend                                                                                   | onbekend                                          | Wilhelminalaan 2                                      | Hoorn                          | koper                                                          |                   |
| onbekend               | onbekend                                                                                   | Cobi Dierikx                                      | Oostergouw 2                                          | Zwaag                          | staal                                                          |                   |
| onbekend               | Oorlogsmonument                                                                            | onbekend                                          | Westerblokker bij 77                                  | Westerblokker                  |                                                                |                   |

## Verwijderde werken
De volgende werken zijn (tijdelijk) verwijderd.
| Geplaatst | Verwijderd              | Omschrijving                               | Kunstenaar        | Straat                            | Plaats | Materiaal           | Afbeelding |
| --------- | ----------------------- | ------------------------------------------ | ----------------- | --------------------------------- | ------ | ------------------- | ---------- |
| 1974      | 2019 (gesloopt)         | wandkeramiek                               | Cor Dam           | Berkhouterweg                     | Hoorn  | keramiek            |            |
| 1979      | 1998                    | Pinokkio                                   | Jaap van der Hout | Grote Noord                       | Hoorn  | Hout                |            |
| 1991      |                         | Stella by Starlight (tijdelijk verplaatst) | G.P. Hali         | Langs de Westfrisiaweg            | Zwaag  |                     |            |
| 1998      | Onbekend                | Terrasschotten                             | Piet Hein Eek     | Roode Steen                       | Hoorn  | Staal / Kunststof   |            |
| 2011      | 2014 definitief in 2021 | Topiary                                    | Sjoerd Buisman    | Provincialeweg/Westfriese Parkweg | Hoorn  | Taxus en Buxushagen |            |